# Ґаджадзіма
Ґаджадзіма (яп. 臥蛇島) — ненаселений острів з островів Токара, що належать до групи островів Сацунан, є частиною префектури Каґосіма, Японія. Острів має площу 4,07 км2 і був населеним до 1970 року.

## Географія

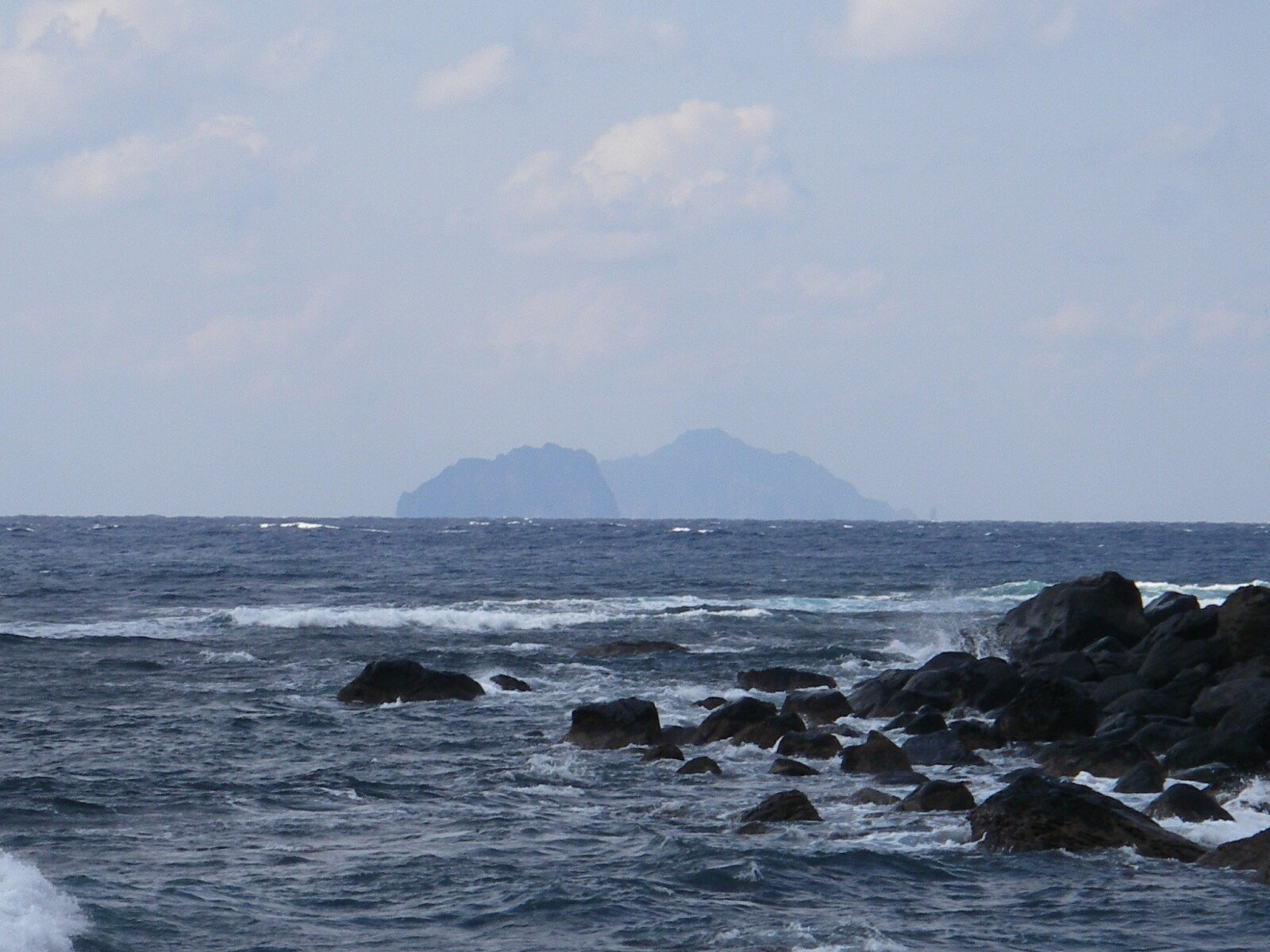
Острови Ґаджадзіма і

Ґаджадзіма лежить за 28 км на захід від Наканосіми. Острів має вулканічне походження. Протягом плейстоцену вулканічної активності не було. Всебічних геологічних досліджень не проводили. Острів має площу 4,07 км2 з довжиною близько 3 км та шириною 2 км. Берегова лінія оточена скелями заввишки до 100 метрів, що робить висадку неможливою, за винятком одного місця на півдні. Найвища висота на острові — 497 метрів над рівнем моря. 
Клімат острова класифікується як субтропічний, сезон дощів з травня по вересень.

## Історія
Згідно з місцевим фольклором, острів був одним з притулків переможеного клану Хейке після того, як вони програли війну Ґенпей проти клану Мінамото. Острів перейшов під контроль клану Сімадзу в 1434 році. У 1450 році на острів вторглося Королівство Рюкю, він став найпівнічнішим володінням цієї країни. У 1896 році острів передали під адміністративний контроль повіту Осіма, а з 1911 року став частиною села Тосіма, Каґосіма. Маяк добудували в 1940 році, а населення на той час становило 133 людини. У селі була початкова школа та власне судно для сполучення з іншими островами.
З 1946 по 1952 рік островом керували США у складі Тимчасового уряду Північних островів Рюкю. У 1948 році побудована середня школа, в 1961 — електростанція та водоочисна станція, а в 1966 — телефонна система. Населення економічно підтримувало промислове рибальство. Однак острів неодноразово спустошували тайфуни, особливо в 1945, 1951, 1956 і 1957 роках, що призвело до планів стосовно переселення населення або на Амамі Осіму, або на острів Кюсю в межах префектури Каґосіма. Колапс риболовлі фінансово вдарив по жителях острова й майже призвів до голоду, внаслідок чого багато жителів покинули острів. Уряд ухвалив рішення про переселення решти семи домогосподарств із загальною кількістю 28 осіб до Каґосіми в січні 1970 року. На момент евакуації 28 липня 1970 року залишалося 4 домогосподарства з 16 людьми. Однак навіть після евакуації жителів маяк залишався укомплектованим ще до квітня 1982 року.
Хоча висадка на острів заборонена для широкої громадськості, покинуті будівлі розграбували. В 1996 році уряд Японії виявив, що шестеро китайців незаконно висадилася на острові й намагалися там оселитися. Групи колишніх жителів острова відвідували острів у 2001 та 2010 роках для догляду могил своїх предків.